# Waffentaucher

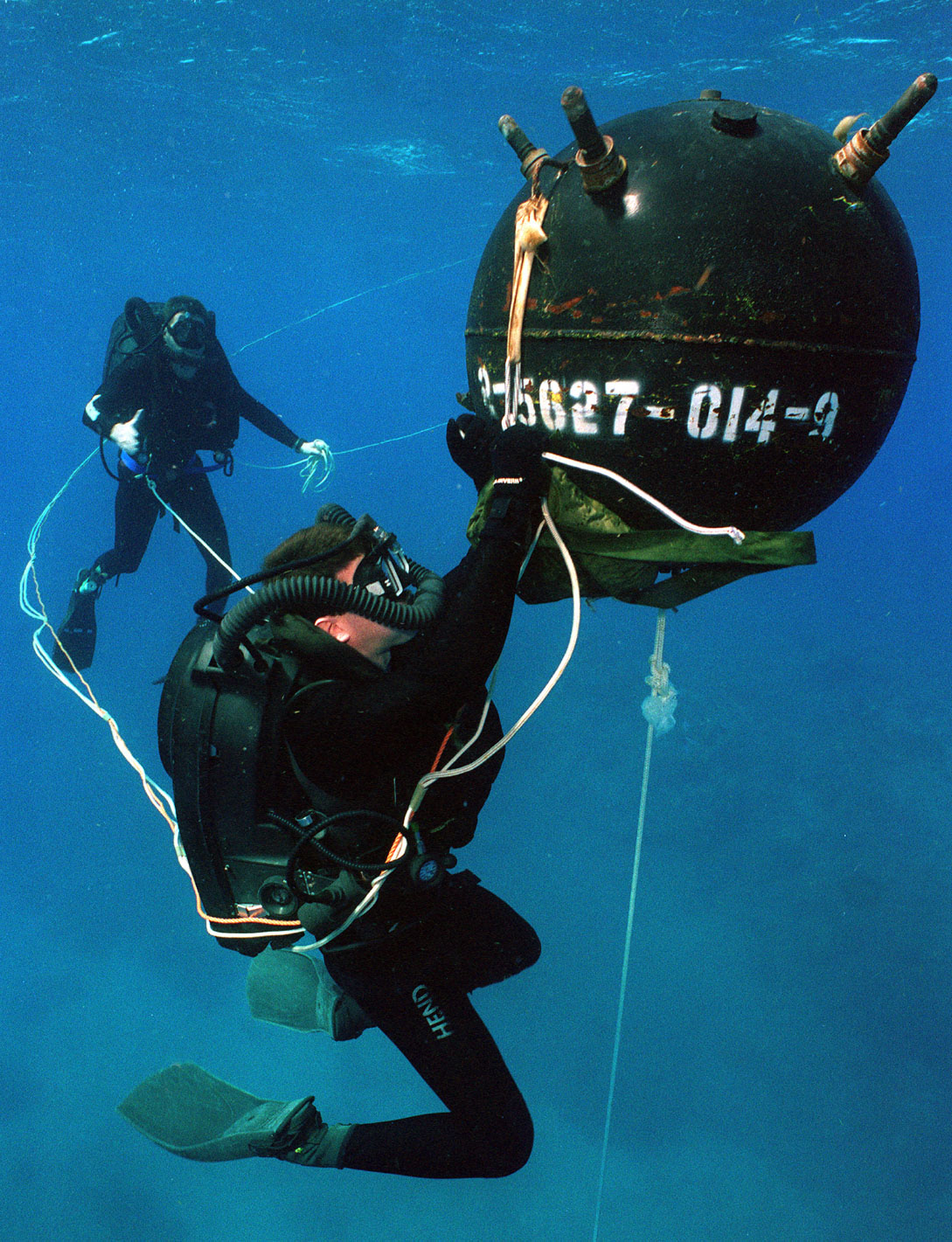
Zwei Waffentaucher üben das Entschärfen einer Ankertaumine

Waffentaucher sind militärische Taucher, die als spezialisierte Einheiten Sonderaufgaben innerhalb der Streitkräfte eines Landes wahrnehmen. Diese Eliteeinheiten werden aufgrund ihrer hervorragenden Ausbildung sehr vielseitig eingesetzt, auch und ganz besonders im Vorfeld militärischer Auseinandersetzungen bei Aufklärungs- und verdeckten Operationen. Waffentaucher werden in fast allen Ländern ausgebildet und eingesetzt, die Seestreitkräfte unterhalten.

## Aufgabentrennung und Aufgaben

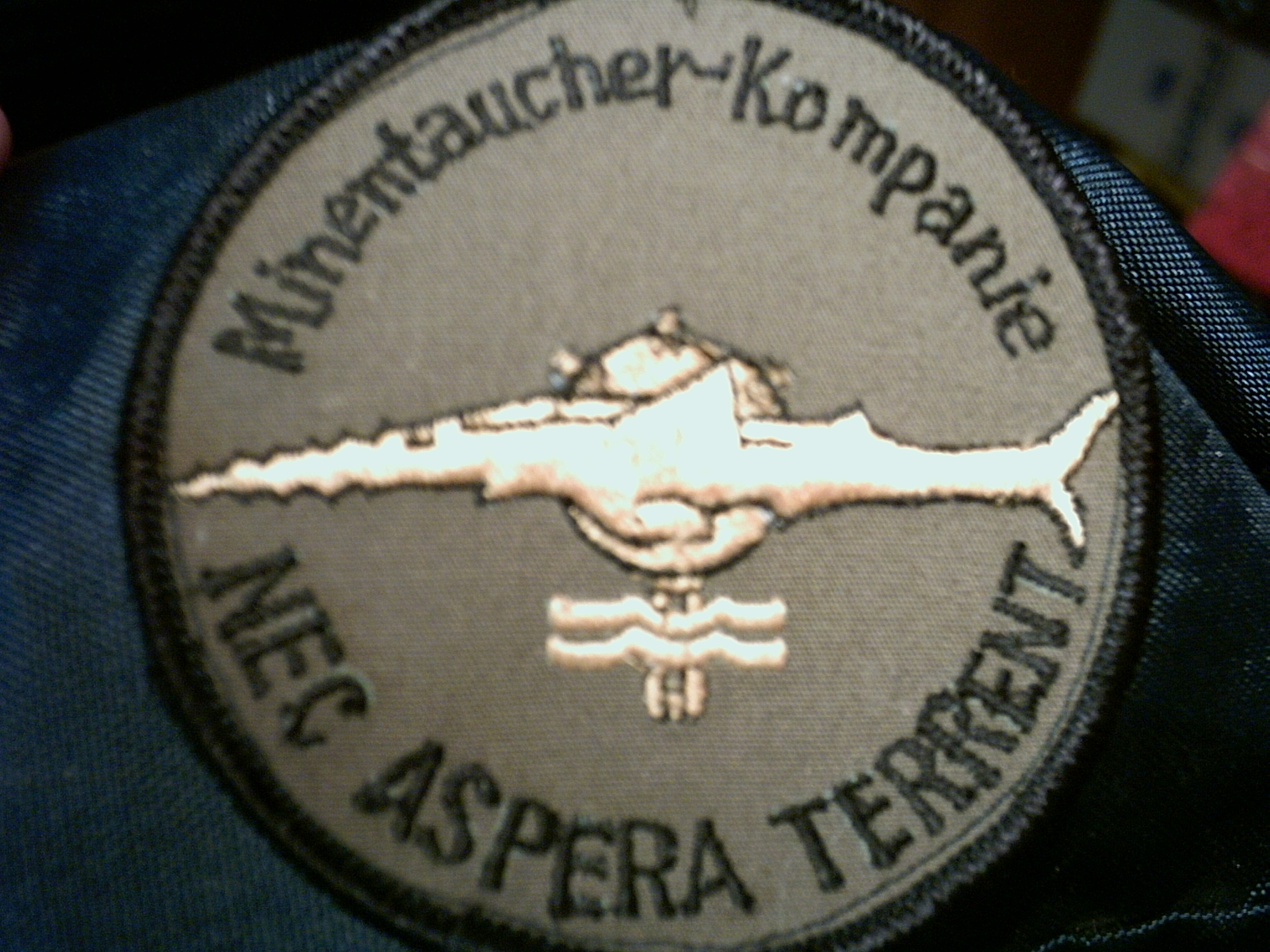
Minentaucher-Kompanieabzeichen Schwertfisch

Eine Unterteilung der Waffentaucher in unterschiedliche Verwendungsreihen findet in Deutschland, im Vereinigten Königreich und in Frankreich statt, in den übrigen Ländern wird einer vielseitigen Einsetzbarkeit gegenüber einer Spezialisierung der Vorzug gegeben.

### Minentaucher
- Kampfmittelbeseitigung zu Wasser und an Land, insbesondere Beseitigung der vom Gegner an Schiffsrümpfen und Unterwasseranlagen angebrachten Sprengkörper
- Suche, Klassifizierung und Beseitigung oder Bergung von Unterwasserwaffen wie Seeminen oder Sprengkörpern im Wasser
- Das Bedienen von Unterwasserdrohnen

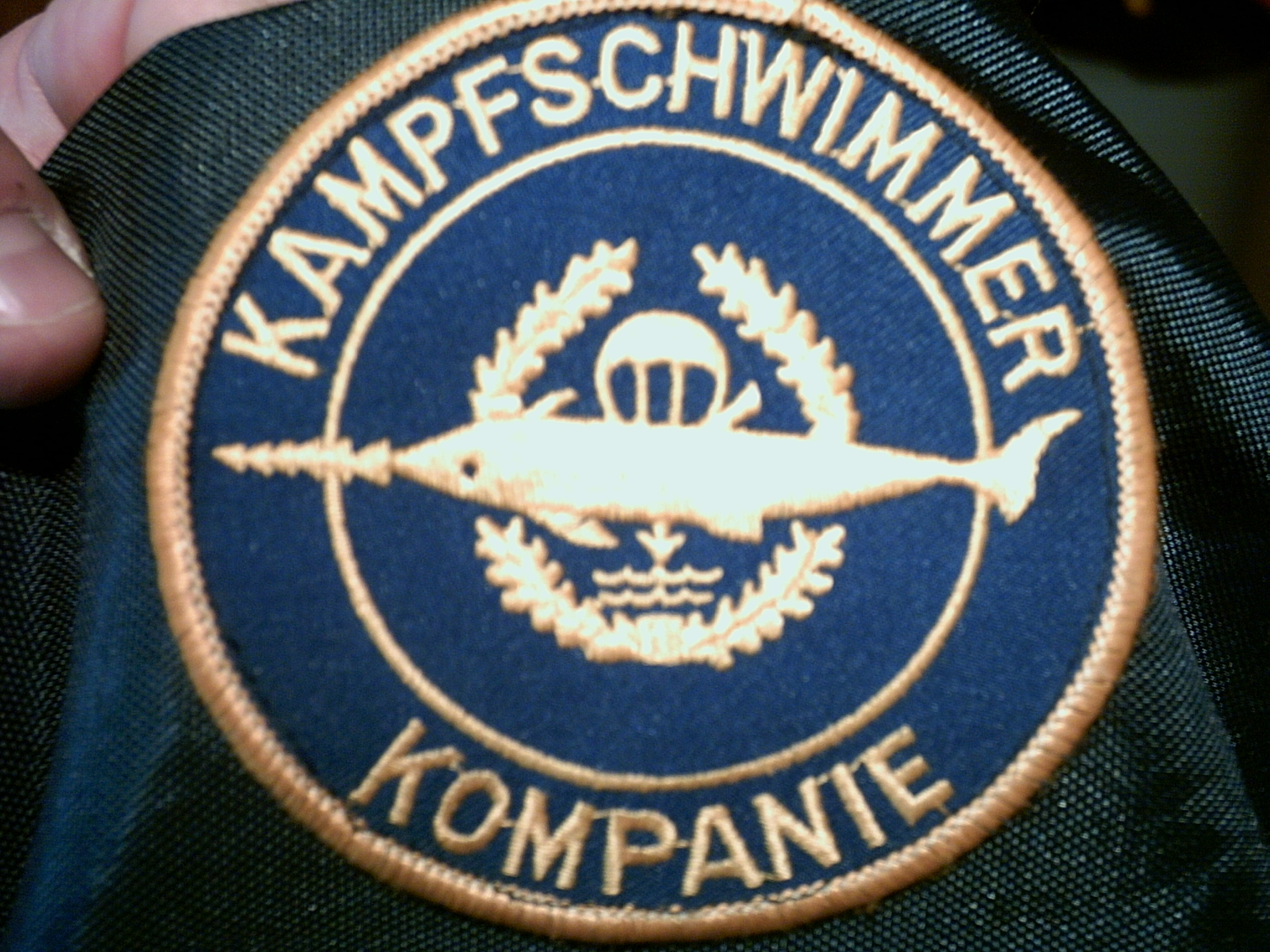
Abzeichen der Kampfschwimmerkompanie

- Rettungs- und Bergungseinsätze Abzeichen der Kampfschwimmerkompanie

### Kampfschwimmer
- operative Aufklärung hinter gegnerischen Linien im Fernspäheinsatz in küstennahen Gebieten
- Angriff gegen gegnerische Häfen und Reeden (vor allem gegen sich nicht bewegende Schiffe), Schleusen, andere Hafenanlagen und Brücken
- Angriff gegen Ziele herausragender Bedeutung an Land wie Führungs- und Fernmeldeeinrichtungen vor allem im gegnerischen Küstengebiet
- Befreiung von Geiseln

Die Sondereinsätze können im Rahmen multinationaler Operationen durchgeführt werden.

## Ausrüstung
Der Einsatz von Kampfschwimmern und Minentauchern unterscheidet sich in der Ausrüstung deutlich, bedingt durch unterschiedliche Aufgaben.
Bei Minentauchern kommen entweder Pressluft- oder Mischgasgeräte zum Einsatz. Bei Sauerstoff-Kreislaufgeräten ist die Tiefe auf 6 Meter beschränkt, bei Pressluft-Tauchgeräten, die auch beim Sporttauchen eingesetzt werden, 50 Meter. Bei Mischgasgeräten mit Trimix wird der Sauerstoffanteil entsprechend der Tiefe reduziert, dadurch können Tauchtiefen von mehr als 54 Metern erreicht werden.
Abgesehen von den mechanischen und elektronischen Spezialwerkzeugen werden von Minentauchern Ausrüstungsteile verwendet, wie sie auch zur zivilen Tauchausrüstung gehören.

## Waffentaucher in verschiedenen Ländern

### Deutschland
In Deutschland erfolgte im Oktober 1991 die Zusammenfassung der Kampfschwimmerkompanie und Minentaucherkompanie zur Waffentauchergruppe. Diese wurde in die Flottille der Minenstreitkräfte eingegliedert. Zum 1. Juli 2003 wurden beide Einheiten getrennt und den Spezialisierten Einsatzkräften Marine (SEK M). unterstellt.
Seit 2002 wurde in der Deutschen Marine das Mischgas-Tauchgerät „FGT“ durch ein geschlossenes, computergesteuertes, Mischgaskreislauftauchgerät, das „Stealth EOD-M“, der Firma Divex ersetzt.

### Vereinigte Staaten

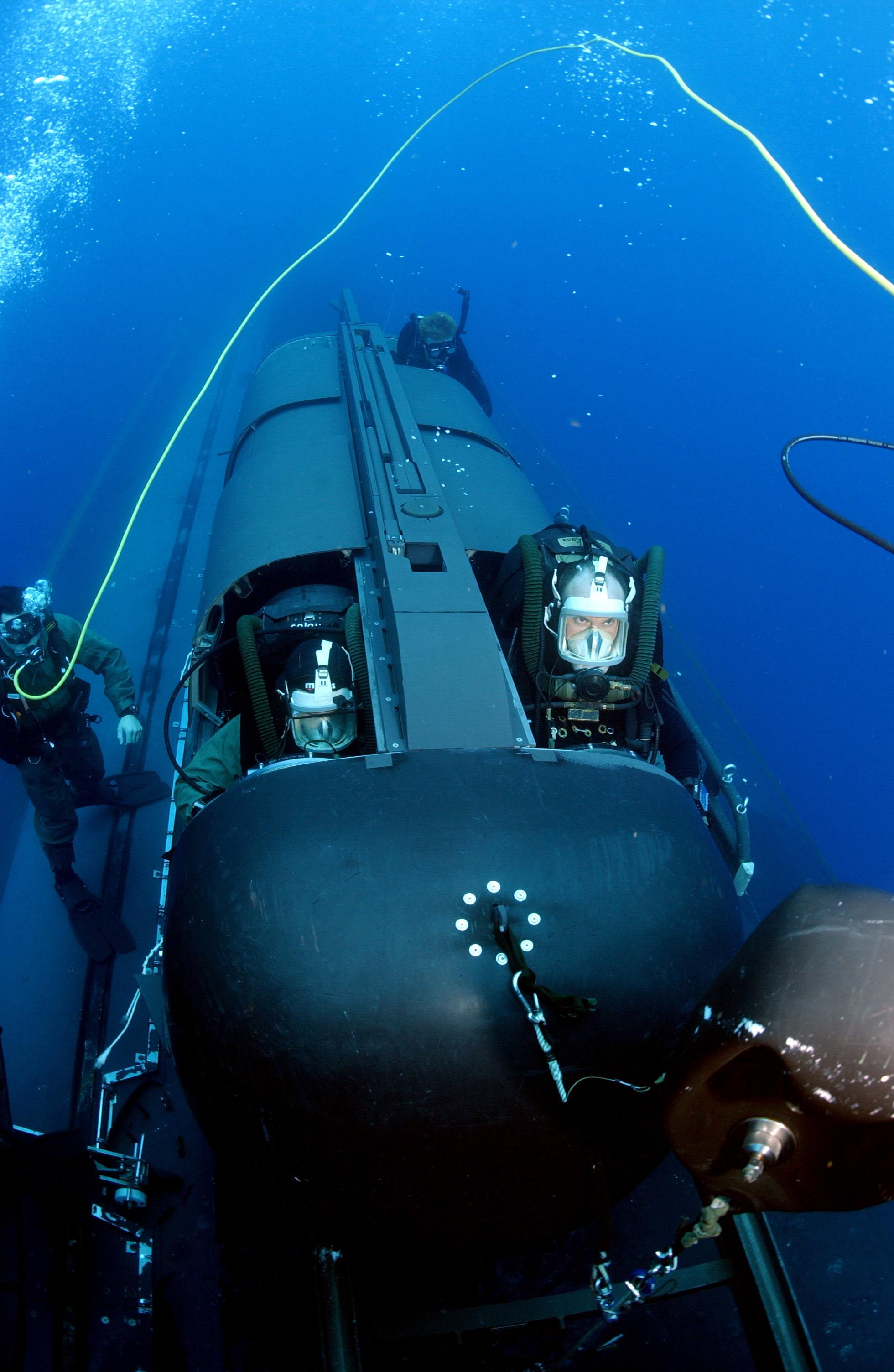
SEALs machen ein SEAL Delivery Vehicle zum Einsatz klar

Die Ausbildung erfolgt in den folgenden Schritten:
- Einstieg: allgemeine militärische Grundausbildung an der Recruit Training Command, Great Lakes, Illinois und Dienstgradausbildung „Indoctrination“ (5 Wochen)
- Phase 1 (Grundlegendes Konditionstraining, 8 Wochen)

Nach 3 Wochen Vorbereitung erfolgt die „Höllenwoche“, in diesen 5½ Tagen wird maximal 4 Stunden am Tag geschlafen, in der restlichen Zeit pausenlos trainiert. In den übrigen 4 Wochen werden Kenntnisse im Bereich Hydrographische Vermessung, Seekarten und Navigation vermittelt.
- Phase 2 (Tauchen, 8 Wochen)

Intensivierung des Kraft- und Konditionstrainings
Schwimm- und Tauchausbildung mit Pressluft- und Kreislaufgeräten
Langstreckentauchgänge, Bootsausbildung und Training mit Unterwasserfahrzeugen wie dem SDV (SEAL Delivery Vehicle)
Kampfschwimmerausbildung, Unterwassertransport
- Phase 3 (Landkampf, 9 Wochen)

Waffentraining, Sprengausbildung und taktisches Training. Aufbauendes Konditionstraining mit Langstreckenläufen und kürzere Zeitvorgaben für Laufstrecken, Schwimmstrecken und Hindernisparcours. Orientierung an Land und Kampftraining. In den letzten 3½ Wochen erfolgt die Anwendung der angeeigneten Kenntnisse auf San Clemente Island.

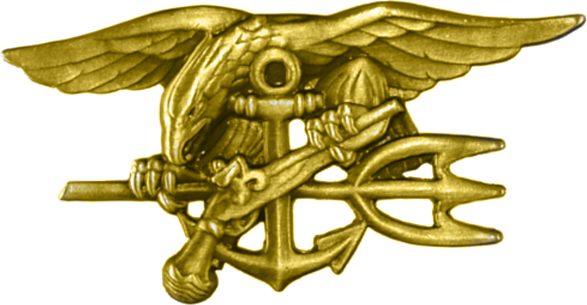
US Navy SEALs Abzeichen

- Fallschirmspringertraining (3 Wochen)
- Marinekampfklassifizierung

- SEAL Qualification Training (15 Wochen)

Aushändigen des SEAL-Abzeichens
- Vertiefungstraining (18 Monate) als Mitglied eines SEAL-Teams oder SDV-Teams, in denen keine Einsätze erfolgen

Einsatz als Mitglied eines SEAL-Teams oder SDV-Teams

### Vereinigtes Königreich
Vor der eigentlichen Auswahl müssen Bewerber einen zweiwöchigen Kurs absolvieren, der in Boots- und Tauchwoche untergliedert ist. In der ersten Woche müssen sie: einen allgemeinen Fitness-Test absolvieren, 600 Meter in 15 Minuten schwimmen, 50 Meter in voller Uniform und mit Waffe schwimmen, 25 Meter Streckentauchen und ihre Fähigkeiten mit dem Paddelboot beweisen und dazu 5 Kilometer mit Kanu und Rucksack marschieren und 30 Kilometer paddeln. In der zweiten Woche sind verschiedene Tauchgänge auszuführen und die grundsätzliche Fähigkeit und den Willen zum Tauchen zu belegen.
Anschließend durchlaufen sie die gleiche Auswahl, wie die Bewerber für den Special Air Service (SAS). Erst nachdem sie sich für den SAS qualifiziert haben, können Soldaten mit der weiteren Special Boat Service (SBS)-Selektion beginnen, die bereits Teil der Ausbildung ist. Sie ist naturgemäß darauf ausgerichtet, die Angst vor dem Element Wasser zu nehmen und dauert acht Wochen. Während dieser Zeit muss ein so genanntes Schwimm- und Kanutentraining (SC3) absolviert werden. Dazu gehören die Navigation und der Kampf unter Wasser, eine Unterwasser-Sprengausbildung, die Erkundung von Landungszonen vom Wasser aus, der Umgang mit Booten – wozu auch ein 55-Kilometer-Marsch mit Paddelboot gehört – und das Eindringen in gegnerisches Gebiet mittels Klein-U-Booten. Außerdem ist ein Überlebenstraining in Schottland ebenso Teil dieses Kurses, wie das Tauchen in kalten Gewässern, ohne Hilfsmittel und ohne Sicht und das Schwimmen. Anschließend sind die Soldaten Mitglied des SBS im Rang eines „Swimmer Canoeist Class 3“ (SC3).
Teilweise erfolgt die Ausbildung zusammen mit dem SAS. Vor allem die Schulung in Antiterror-Taktiken und die in allgemeinen militärischen Fertigkeiten wird gemeinsam absolviert.
Sie dürfen anschließend das Zeichen „SC“ für diese Sonderausbildung am linken Ärmelaufschlag ihrer Uniform tragen. Diese und das Fallschirmsprungabzeichen am rechten Arm sind die einzigen Hinweise auf ihre Zugehörigkeit zum SBS. Sie tragen die gleichen Uniformen und die gleichen grünen Barette wie alle Royal Marines. Sie werden einem der Einsatztrupps zugeteilt und beginnen mit der eigentlichen Ausbildung, während dieser sie sich zu Spezialisten auf verschiedenen Gebieten weiterbilden:
- Erste Hilfe
- Kommunikation
- Antiterror-Operationen
- Sprachen etc.

Offiziere dienen ähnlich dem SAS für maximal drei Jahre im SBS, nach denen sie in die Royal Marines oder in die Royal Navy zurückversetzt werden.

## Siehe auch

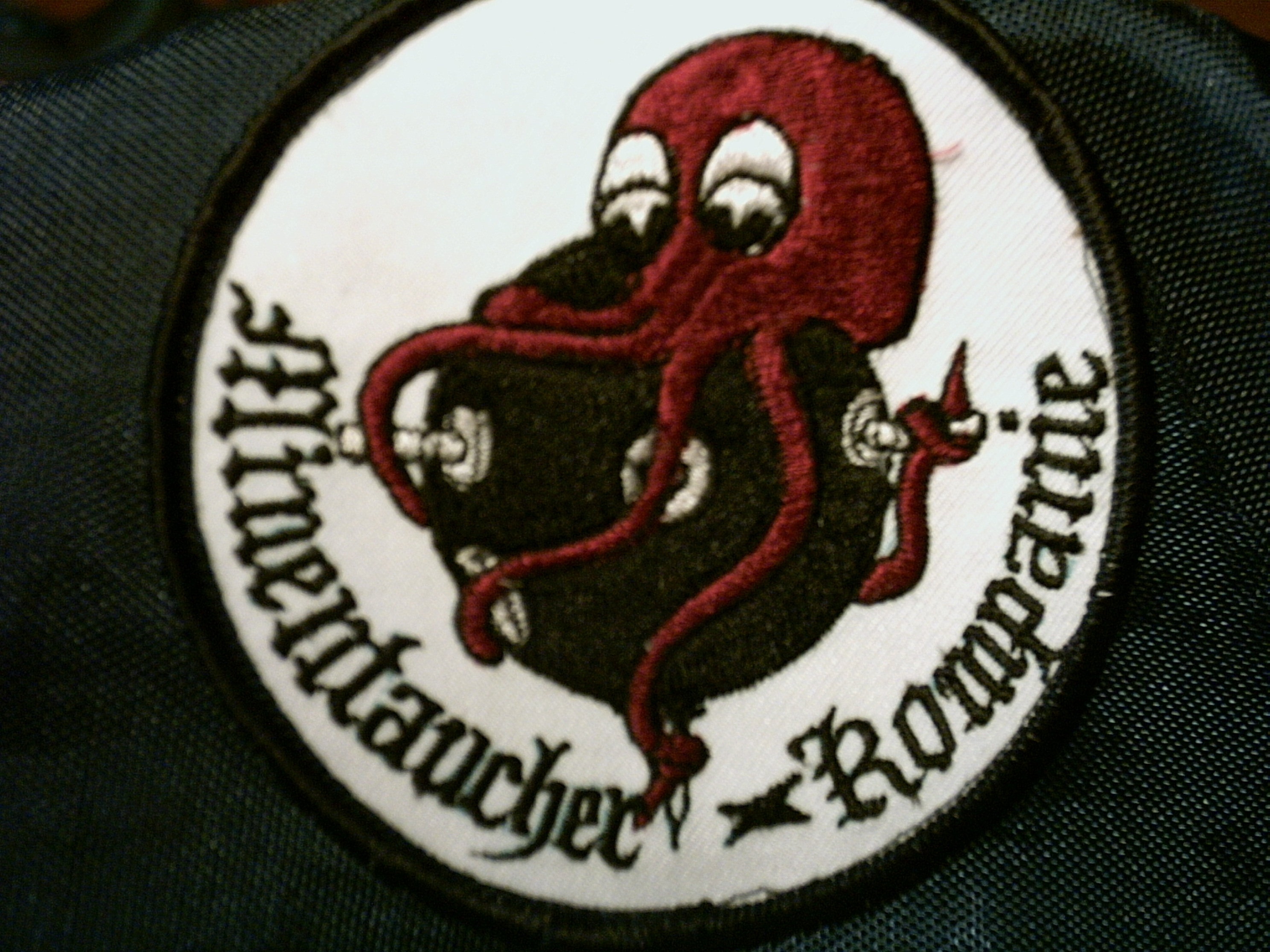
Minentaucher-Kompanieabzeichen Krake